# 维拉科尔马
维拉科尔马（法語：Villars-Colmars）是法国上普罗旺斯阿尔卑斯省的一个市镇，属于卡斯泰朗区（Castellane）。该市镇2009年时的人口为246人。

## 人口
维拉科尔马人口变化图示
| 数据来源：INSEE |